# Museo Llorenç Villalonga
Das Museo Llorenç Villalonga ist ein öffentliches Museum in der Gemeinde Binissalem auf der Baleareninsel Mallorca.

## Museum
Das Museum befindet sich im Stadtzentrum von Binsissalem. Das Gebäude ist auch als Casa Can Sabater bekannt und wurde im 15. Jahrhundert errichtet, mehrmals erweitert und renoviert. Der bekannte Schriftsteller Llorenç Villalonga lebte und wirkte dort während des Spanischen Bürgerkriegs und nutzte die Casa danach in den Sommermonaten als Residenz bis zu seinem Tode 1980. 
Das heutige Museum wurde am 28. Mai 1999 eröffnet und ist weitgehend mit den Möbeln und Einrichtungsgegenständen aus dem Leben der Familie Villalonga versehen. Im Erdgeschoss befindet sich ein Vortragssaal, das ehemalige Arbeitszimmer, Büro und die typische mallorquinische Kücheneinrichtung. Auf der ersten Etage wurde eine Dauerausstellung eingerichtet, die über das Leben des Dichters berichtet. Fotos, persönliche Gegenstände, Briefe, Handschriften, Postkarten, Bücher, Zeitungsartikel und Videos geben einen Einblick in die Welt des berühmten Intellektuellen. Das Museum beherbergt auch eine Bibliothek mit einer aus mehr als zweitausend Bänden bestehenden Sammlung von Llorenç Villalonga und ein Lesezimmer. 
Der Betreiber des Museums ist die Fundació Casa Museu Llorenç Villalonga.

## Gebäude
Das unter Schutz (patrimonio histórico) stehende Gebäude mit Weinkeller und einer Kelterei aus dem 15. Jahrhundert wurde vom Inselrat von Mallorca im Dezember 1996 erworben. Nach Einrichtung einer Stiftung wurde es als Museumshaus am 28. Mai 1999 eröffnet. 1998 bis 1999 wurde das Museumshaus und das dazugehörige Weingut vom Consell de Mallorca im Rahmen des Programms “Restauració del Medi Rural” unter Wahrung der Denkmalschutzauflagen renoviert und der Konferenzraum, das Archiv und Dokumentationszentrum errichtet. Hier werden auch literarische und kulturelle Events verschiedener Art veranstaltet.

## Ausstellung
Seit 2010 befindet sich im Museum die Dauerausstellung "El Vinyet. Antologia de la literatura i vinya de la comarca D.O. Binissalem."